# Тънкоуст кефал
Тънкоустият кефал (Liza ramada) е вид лъчеперка от семейство Mugilidae. Видът не е застрашен от изчезване.

## Разпространение и местообитание
Разпространен е в Албания, Алжир, Белгия, Босна и Херцеговина, България, Великобритания, Германия, Гибралтар, Грузия, Гърнси, Гърция, Дания, Джърси, Египет, Западна Сахара, Израел, Ирландия, Испания, Италия, Кипър, Либия, Ливан, Мавритания, Ман, Мароко, Монако, Нидерландия, Норвегия, Палестина, Полша, Португалия, Румъния, Русия, Сенегал, Сирия, Словения, Сърбия, Тунис, Турция, Украйна, Фарьорски острови, Франция, Хърватия, Черна гора и Швеция.
Обитава крайбрежията на сладководни и полусолени басейни, океани, морета, лагуни и реки. Среща се на дълбочина от 10 до 169 m, при температура на водата около 12,2 °C и соленост 35,4 ‰.

## Описание
На дължина достигат до 70 cm, а теглото им е максимум 2900 g.
Продължителността им на живот е около 10 години.